# Ярова Валентина Василівна
Валентина Василівна Ярова (нар. 6 липня 1956, село Чорниводи, тепер Городоцького району Хмельницької області) — українська радянська діячка, бригадир заготовників взуття Хмельницької взуттєвої фабрики. Депутат Верховної Ради УРСР 11-го скликання.

## Біографія
Освіта середня.
З 1974 року — заготовниця взуття, з 1982 року — бригадир заготовників взуття Хмельницької взуттєвої фабрики імені 60-річчя Великої Жовтневої соціалістичної революції.
Потім — на пенсії в місті Хмельницькому.

## Нагороди
- ордени
- медалі